# 扎克·杰科克
扎卡里·安东·約翰·杰科克（英語：Zachary Anton John Jeacock，2001年5月8日—）是一名英格蘭足球運動員，司職門將。

## 球會生涯

### 伯明翰
杰科克生於伯明翰，在2009年5月轉投伯明翰學習踢球，初時他是一名後衛，直到14歲才轉型為守門員。
2017年7月，他獲得球會提供的兩年獎學金。2018/19球季，他在球會的U23發展隊上場10次，助球隊以亞軍完成聯賽。2019年5月，他與球會簽下一份為期三年的職業合約。
2019年8月，杰科克被外借至英格蘭足球全國聯賽北球會告士打城一整球季，並很快入選先發十一人名單。在對京达米士特的比賽，他救出一個點球，使球隊從落後2球反勝3-2，而杰科克亦當選為全場最佳球員。首12輪比賽中他參加了10場比場，其中兩場因為入選國家隊而缺席，後來他在國家隊受傷而缺席而2020年1月。回到伯明翰並在發展隊上場數次後，他重返告士打城並參加多三場比賽後，母會以「尋找更高級聯賽外借機會」為由召回他，然而由於受到2019冠状病毒影響，杰科克得不到此機會。
在普列托加盟伯明翰前，他替球隊參加了數場友誼賽。2020年9月12日對布伦特福德的比賽，他首次在職業聯賽上場，並保持清白之身使球隊以1-0取勝。之後埃瑟里奇成為一號守門員，杰科克回歸三號守門員。聯賽倒數最後的第二賽比賽對卡迪夫城，球會宣告保級成功，教練李·保耶使用大量邊緣球員，而杰科克亦因此獲得上場機會，最終大敗4-0。2021年7月，他與球會簽下新約至2024年。

### 沙福特城
伯明翰簽下萨尔基奇替代從2019冠状病毒病康復的埃瑟里奇，使杰科克能夠外借出去獲得比賽機會。他被外借至英格蘭足球乙級聯賽球會沙福特城，開始時他為湯姆·金的替補，在2021年8月31日英格蘭足球聯賽錦標賽對奥尔德姆才首次上場，以1-0落敗。當金離隊參加國際賽時，他獲得首次聯賽上場機會，參加以2-1輸給卡莱尔联的比賽。此後他的上場僅限於英格蘭足球聯賽錦標賽，而他亦在2022年1月11日因為萨尔基奇受傷而被召回。

## 國家隊生涯
杰科克在2019年9月首次入選英格蘭U19參加友誼賽，以準備接著的2020年欧洲U-19足球锦标赛資格賽。他首次上場是9月5日對希臘U19的比賽，球隊以3-1獲勝，之後1-0輸給德國U19的比賽則是一名未用替補。同年10月的友誼賽，他在對比利時U19的比賽上場並以4-2取勝。11月份他因傷而未能入選代表隊。